# Protichneumon pisorius
Protichneumon pisorius of reuzensluipwesp is een insect dat behoort tot de orde vliesvleugeligen (Hymenoptera) en de familie van de gewone sluipwespen (Ichneumonidae). De wetenschappelijke naam is gepubliceerd in 1758 door Linnaeus in de tiende editie van Systema naturae.
Deze soort is een parasiet van rupsen en wordt vaak aangetroffen in de rupsen van pijlstaarten.